# Hadra barneyi
Hadra barneyi är en snäckart som först beskrevs av Cox 1873.  Hadra barneyi ingår i släktet Hadra och familjen Camaenidae. Inga underarter finns listade i Catalogue of Life.